# ジャマルディン・ジャリス
ジャマルディン・ジャリス (マレー語: Jamaluddin bin Mohd Jarjis 、1951年5月25日 - 2015年4月5日) は、マレーシアの政治家、代議院（下院）議員。
パハン州生まれ。1990年、代議院議員に初当選。財務副大臣、国内流通大臣、科学技術革新大臣、駐米大使を歴任した。統一マレー国民組織所属。